# Siniša Štemberger
Siniša Štemberger (Rijeka, 23. travnja 1979.) je hrvatski profesionalni košarkaš. Igra na mjestu razigravača.

## KK Split
U Split je stigao 2008. godine te pritom potpisao dvogoišnji ugovor. Međutim, na kraju svoje prve sezone zbog neispunjenjih ugovorenih obaveza tužio je klub Hrvatskom košarkašom savezu. Preko arbitraže HKS-a dobio je slobodne papire i postao slobodan igrač. Bio je blizu dogovora s NLB ligašom Cedevitom, ali to je propalo. 

### Incident
Tijekom utakmice između Splita i Cibone, 22. studenog 2008., došlo je do tučnjave između Rawle Marshalla i Štembergera, potom je pod košem došlo do sveopće tučnjave, a na teren su uletili i treneri, Slobodan Subotić i Velimir Perasović.
Štemberger je zaradio je 4 šava i dobio kaznu od 3 utakmice neigranja te će morati platiti kaznu od 3.500 eura, a Marshall je kažnjen s tri mjeseca zabrane igranja u NLB ligi te 6.500 eura novčane kazne.

## HKK Široki
U listopadu 2009. Štemberger je dogovorio jednogodišnju suradnju s bivšim klubom Širokim, u kojem je proveo dvije sezone (od 2006. do 2008. godine).

## Vanjske poveznice
- Profil na NLB.com